# Kámianka (Pologi)
Kámianka (en ucraniano: Кам'янка; en ruso: Каменка, romanizado: Kámenka) es un pueblo ucraniano perteneciente al óblast de Zaporiyia. Situado en el sur del país, forma parte del raión de Pologi y como centro del municipio (hromada) de Kámianka. 
El asentamiento se encuentra ocupado por Rusia desde marzo de 2022 como parte de la invasión rusa de Ucrania.

## Toponimia
Durante la era soviética y hasta 2016, cuando se cambió su denominación de acuerdo con las leyes de descomunización de Ucrania, se llamaba Kúibisheve (en ucraniano: Куйбишеве; en ruso: Ку́йбышево, romanizado: Kúibishevo); entre 2016 y 2021 recibió brevemente el nombre de Bilmak (en ucraniano: Більмак; en ruso: Бельмак, romanizado: Belmak).

## Geografía
Kámianka está a orillas del río Kámianka (un afluente del río Haichul), 138 km al sureste de Zaporiyia. 

## Historia
El lugar fue fundado en 1782 por inmigrantes de la gobernación de Poltava con el nombre original Kámianka, en honor al río que fluye localmente. En la primera mitad del siglo XVIII se llamó al asentamiento Belmanka (en ucraniano: Бельманка), dentro de uyezd de Alexandrovsk de la gobernación de Yekaterinoslav. Debido a la migración de campesinos de las provincias del norte de Ucrania, la población creció rápidamente; los pobladores se dedicaron principalmente a la ganadería y la agricultura.
A partir de 1845, el pueblo se llamó Tsarekostiantinivka (en ucraniano: Царекостянтинівка) y en 1926 pasó a llamarse Pershotravneve (en ucraniano: Першотравневе, lit. 'auxilio'). De 1930 a 1935, la aldea volvió a llamarse Tsarekostiantinivka y luego se renombró como Kúibisheve en honor al revolucionario bolchevique Valerián Kúibyshev.
Durante la Segunda Guerra Mundial, la localidad fue ocupada por la Wehrmacht el 6 de octubre de 1941 y liberada por el Ejército Rojo el 15 de septiembre de 1943.
En 1952 había una fábrica de piedra triturada, un complejo industrial con la producción de ladrillos y tejas, un molino, un molino de aceite, una escuela secundaria, siete escuelas de siete años y primaria y dos bibliotecas. Kámianka tiene el estatus de asentamiento de tipo urbano desde 1957.
El 30 de diciembre de 2014, activistas desconocidos demolieron un monumento a Lenin en el pueblo. El 21 de mayo de 2016, la Rada Suprema adoptó la decisión de cambiar el nombre del raión de Kuibisheve a raión de Bilmak y Kuibisheve a Bilmak de acuerdo con la ley que prohíbe los nombres de origen comunista (aunque contrariamente a la voluntad de los vecinos, que prefirieron el nombre de Táuride). El 6 de octubre de 2021, la Rada Suprema adoptó la decisión de cambiar el nombre de Bilmak a Kámianka.
servía como centro administrativo del  hasta 2020, aunque ahora
Hasta el 18 de julio de 2020, Kámianka era el centro del raión de Bilmak. El raión se abolió en julio de 2020 como parte de la reforma administrativa de Ucrania, que redujo el número de rayones del óblast de Zaporiyia a cinco. El área de raión de Kámianka se fusionó con el raión de Pologi.En 2023, Kámianka perdió el estatus de asentamiento de tipo urbano en la legislación ucraniana debido a la eliminación de este estatus administrativo.
Desde la invasión rusa de Ucrania de 2022, Kámianka lleva ocupada y administrada desde marzo de 2022 por las fuerzas rusas.

## Demografía
La evolución de la población de Kámianka entre 1859 y 2022 fue la siguiente:
| 4451                                                          | 5996 | 7018 | 6721 | 7914 | 8856 | 8134 | 7408 | 7234 | 7152 | 6802 | 6358 |
| (Fuente: Cities & Towns of Ukraine y UKRAINE: Größere Städte) |      |      |      |      |      |      |      |      |      |      |      |

Según el censo de 2001, la lengua materna de la mayoría de los habitantes, el 92,76%, es el ucraniano; del 6,83% es el ruso.

## Infraestructura

### Transporte
El asentamiento está en la autopista H08 que conecta Zaporiyia y Mariúpol, además de las carreteras T-0803 y T-0819. La estación de tren más cercana, a unos 5 kilómetros al sureste de Kámianka, es Komish-Zoria; tiene conexiones con Zaporiyia, Volnovaja y Berdiansk. 

## Galería

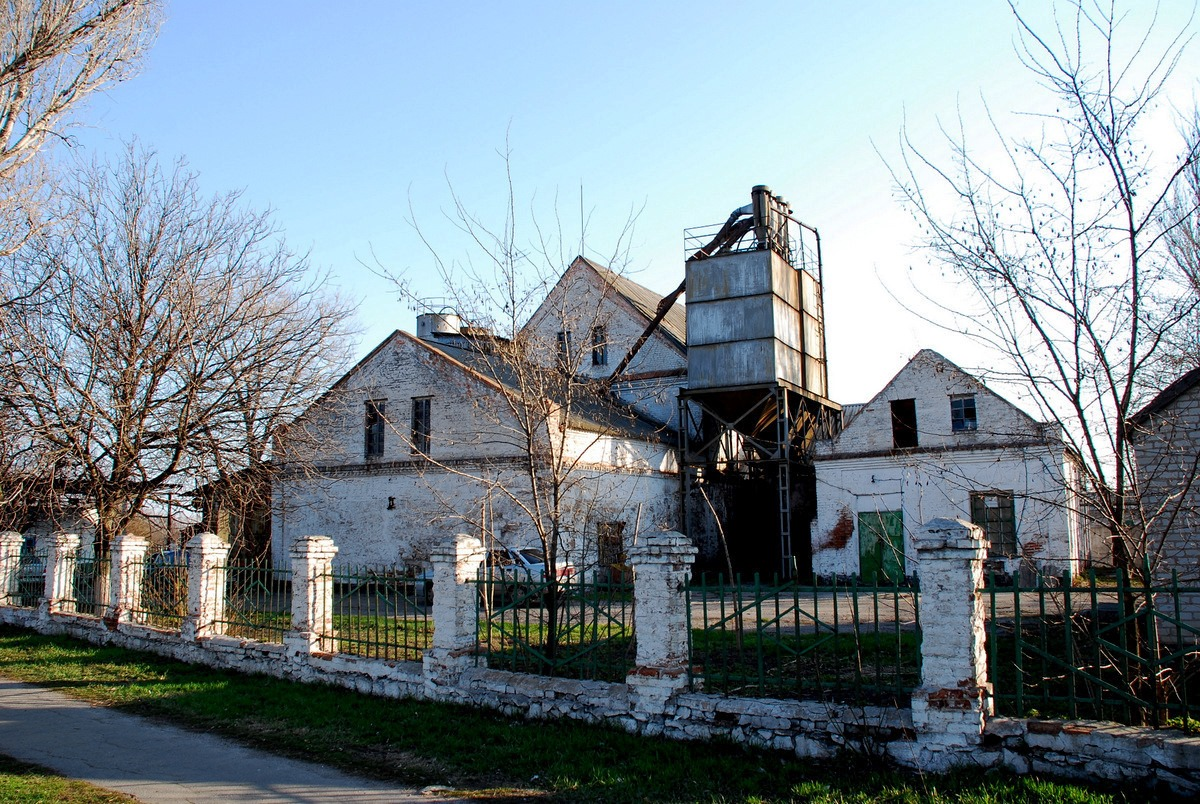
Antiguo molino
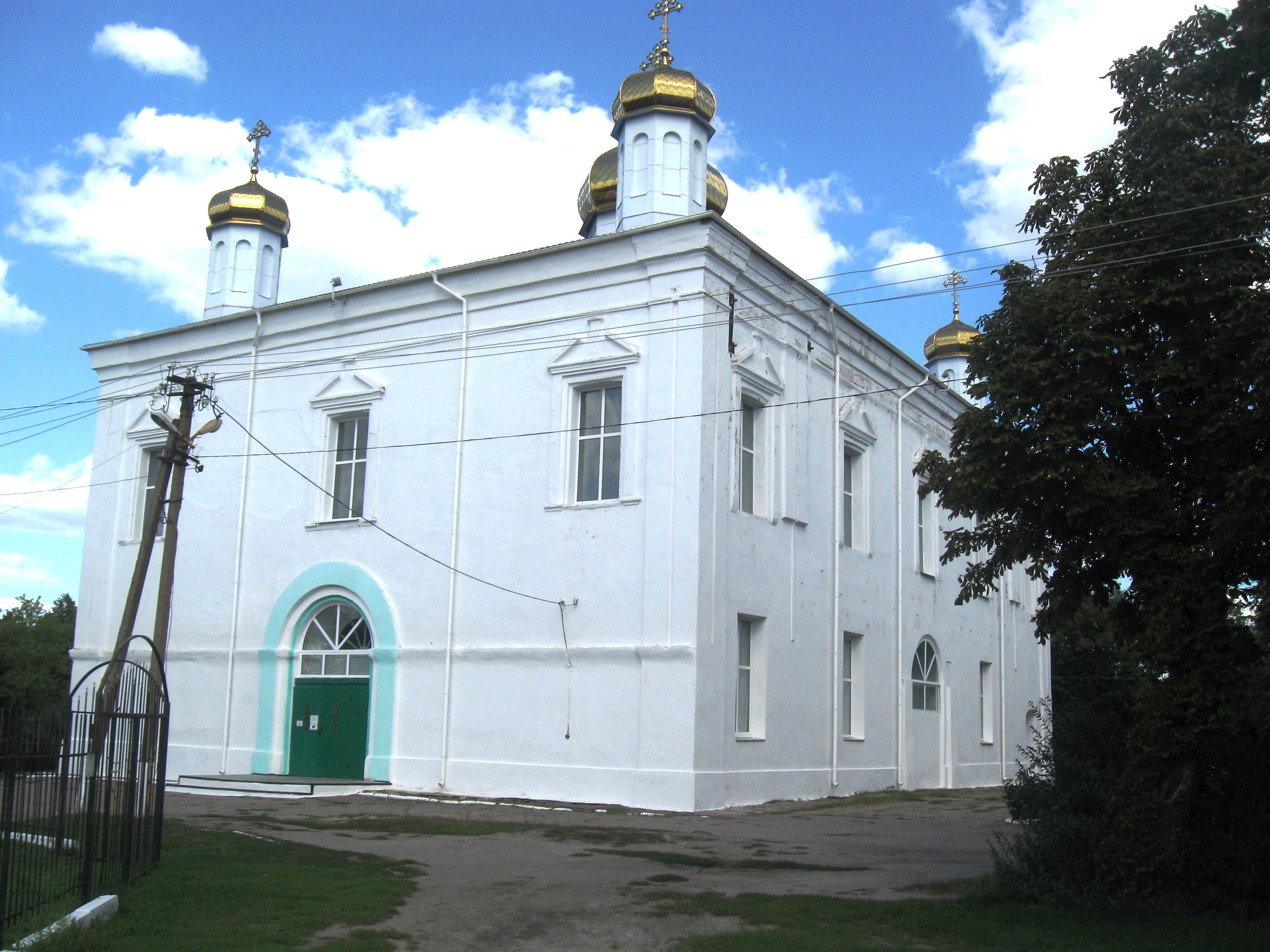
Iglesia de Kámianka
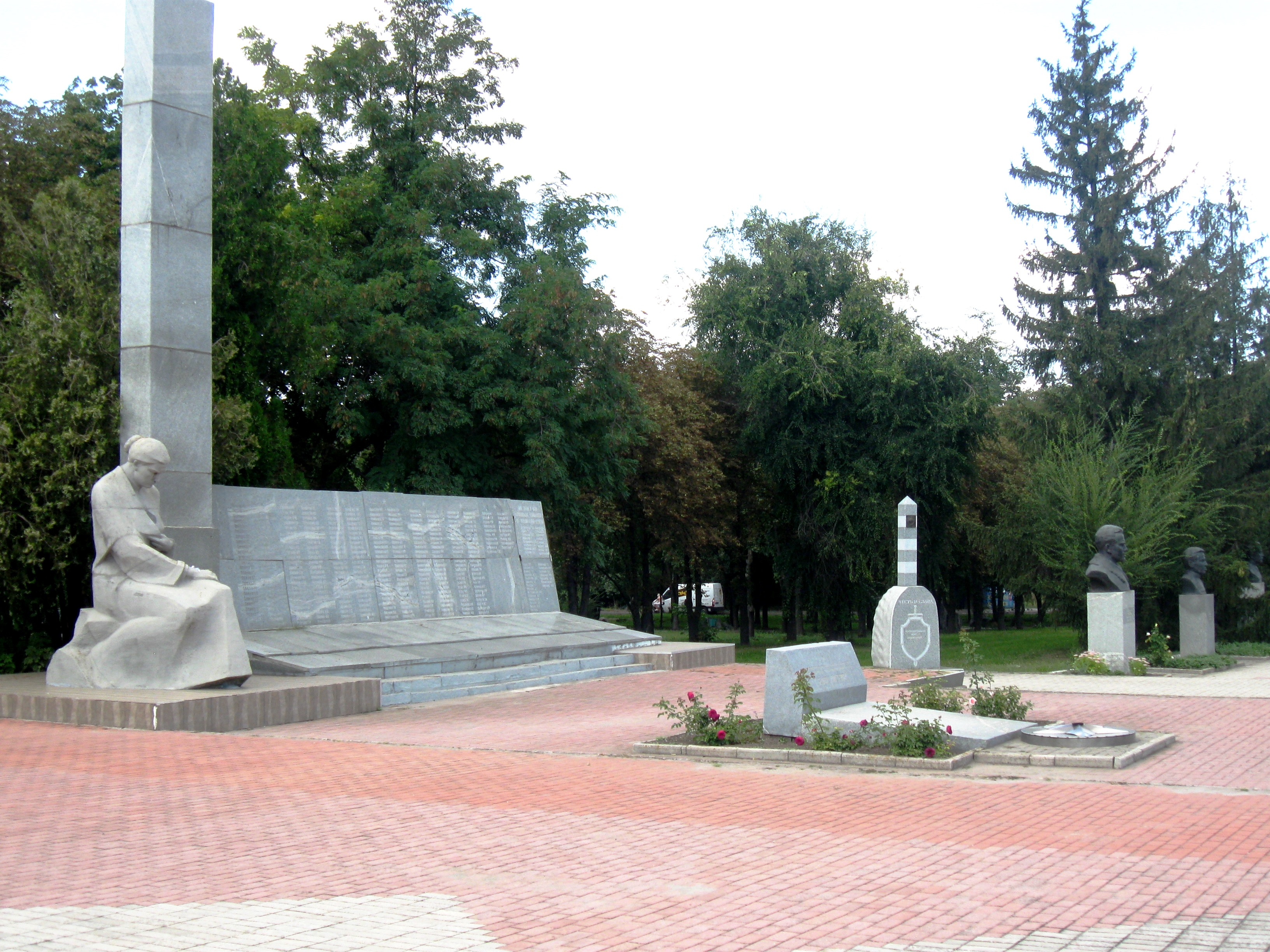
Memorial soviético de la Segunda Guerra Mundial